# Werner Höbsch
Werner Swen Höbsch (* 1951) ist ein deutscher römisch-katholischer Theologe.

## Biografie
Höbsch studierte Katholische Theologie an der Rheinischen Friedrich-Wilhelms-Universität in Bonn. Von 1978 bis April 2017 war er  im Erzbistum Köln tätig, zuletzt als Leiter des Referates Dialog und Verkündigung mit dem Schwerpunkt interreligiöser Dialog, Theologie der Religionen, interreligiöse und interkulturelle  Kompetenz. Er ist Theoretiker und Praktiker des interreligiösen Dialogs in Köln und darüber hinaus. 2012 promovierte er zum Thema: Katholische Kirche und Buddhismus in Deutschland an der Philosophisch-Theologischen Hochschule Vallendar. 
Höbsch hat maßgeblich die Aktivitäten des interreligiösen Dialogs im Erzbistum mit Juden, Muslimen und Buddhisten unterstützt und vorangebracht. So hat er die Begegnung zwischen Papst Benedikt XVI. und muslimischen Repräsentanten während des Weltjugendtags in Köln 2005 sowie den Besuch des 17. Karmapa Orgyen Trinley Dorje im Erzbistum Köln begleitet. Lange Tradition hat die von ihm initiierte Reihe "Dialog der Religionen" im Kölner Domforum. Er untersuchte die populärliterarische Rezeption des Islam z. B. im Werk von Karl May.
Höbsch ist Mitglied des Stiftungsrates der Georges-Anawati-Stiftung.
Höbsch wurde 2019 auf der Mitgliederversammlung einstimmig zum Vorsitzenden des Trägervereins der Karl-Rahner-Akademie in Köln gewählt.

## Schriften
- mit Georg Bienemann: Im Supermarkt der Religionen. Patmos, Düsseldorf 2001, ISBN 978-3-491-79536-5
- mit Bekir Alboğa, Georg Bienemann: Christen und Muslime Tür an Tür. Basiswissen kompakt. 2008
- Hereingekommen auf den Markt. Katholische Kirche und Buddhismus in Deutschland (= Begegnung. Kontextuell-dialogische Studien zur Theologie der Kulturen und Religionen Bd. 20). Bonifatius, Paderborn 2013, ISBN 978-3-89710-515-7
- mit André Ritter: Reformation und Islam. Ein Diskurs. Evangelische Verlagsanstalt,  Leipzig 2019, ISBN 978-3-374-06004-7